# Indiaroba
Indiaroba este un oraș în Sergipe (SE), Brazilia.